# Phaloria gracilis
Phaloria gracilis är en insektsart som först beskrevs av Lucien Chopard 1969.  Phaloria gracilis ingår i släktet Phaloria och familjen syrsor. Inga underarter finns listade i Catalogue of Life.